# ハートに火をつけろ!
『ハートに火をつけろ!』（はーとにひをつけろ）は、日本のロックバンド、L'Arc〜en〜Cielのライブビデオ。VHS版は1998年12月23日、DVD版は1999年8月11日、BD版は2014年3月19日発売。発売元はKi/oon Records。

## 解説
本作品は、L'Arc〜en〜Cielが1998年2月25日に発表した5枚目のアルバム『HEART』を引っ提げ、同年5月1日から同年10月21日まで開催したライブツアー「Tour '98 ハートに火をつけろ!」から、同年10月17日に大阪ドーム、同年10月21日に国立代々木競技場 第一体育館で行ったライブの模様をザッピングで収録したライブビデオである。
ライブツアー「Tour '98 ハートに火をつけろ!」では、ホール規模の会場を中心に廻り、日本全国45都市で全56公演を開催している。なお、本作に収録された大阪ドーム公演と、国立代々木競技場 第一体育館公演は、ツアーの最後を締め括る追加公演として実施されたライブとなっている。hydeはこのツアーの終了後に受けたインタビューで、「ライブが生活の一部でしたね。今までのツアーだと20〜30本が限度だったから、そういうツアーは1本1本が勝負みたいな感じやけど、今年のツアーは生活の一部。すごい身近な感じ」と述懐している。なお、このツアーはyukihiroがL'Arc〜en〜Cielに加入してから初のライブツアーとなった。また、後年tetsuyaはこのツアーを振り返り「1回でも多くのファンの前に出て新しい4人の印象を植えつけたかった」と述べている。
なお、このライブツアーではアルバム『HEART』に収録された楽曲を中心にセットリストを組んでいるが、1998年3月以降に発売したシングル「DIVE TO BLUE」「HONEY」「花葬」「浸食 〜lose control〜」「snow drop」「forbidden lover」に収められた楽曲も披露されている。また、シングル「snow drop」に収録された楽曲「a swell in the sun」は、本ツアーのオープニングS.E.に使用されている。さらに、大阪ドーム公演で披露した「あなた」では、ステージ後方に据えた総勢200人弱のフルオーケストラによる生演奏で披露されており、その模様も本作に収録されている。余談だが、国立代々木競技場 第一体育館公演でもフルオーケストラを招く案があったというが、tetsuyaは「代々木はステージ後ろにスペースがないから、入れない」と公演後に語っている。
フィジカルは通常盤（VHS/DVD）の1形態でリリースされている。本作には、曲と曲の間に本ツアーのオフショットをコミカルに挟みつつ、ライブ本編の映像が収められている。本作のオフショットでは、別録りした各メンバーによる接続詞の読み上げの後、開演前・開演中のメンバーの発言を面白可笑しくコラージュしている。このオフショットについて、yukihiroは「接続詞のセリフみたいなのは監督さんの指示で、"次この言葉言ってください"って。あとは適当にしゃべってるのを監督がつなげたんです。普通に会話してるのをマネージャーとかが撮ってて、それをたぶん全部見て選んだんじゃないかな？」と述べている。
また、2007年4月4日に発売されたライブ5公演の映像を収めたボックス・セット『FIVE LIVE ARCHIVES』に、10月17日の大阪ドーム公演の模様が完全収録されている。
本作は発売初週となる1999年1月11日付のオリコン週間ビデオチャートで2度目の首位を獲得している。また、発売2週目から4週目においても首位を獲得しており、これにより4週連続首位獲得作品となった。なお、本作のフィジカルの売上枚数は、L'Arc〜en〜Cielの映像作品の中では最多枚数を記録している。累計売上枚数で約35万枚（VHS・DVD合算）を記録しており、VHS規格で発売されたライブビデオとしては、B'zのライブビデオ『"BUZZ!!" THE MOVIE』に次いで当時の歴代2位の売上枚数となった。
発売翌年の1999年8月11日にはミュージック・クリップ集『CHRONICLE』の発売に合わせ、本作のDVD版がリリースされている。また、2003年12月17日には、DVD版が未発売だった『眠りによせて』『and She Said』『Siesta 〜Film of Dreams〜』『heavenly 〜films〜』に加え、本作品と『A PIECE OF REINCARNATION』のDVD再発版が同時発売された。
2014年2月26日には本作を含む音楽作品18タイトルを収録したBD-BOX『L'Aive Blu-ray BOX -Limited Edition-』が発売され、本作のライブ音源CDも収録された。さらに、同年3月19日には、前述のボックス・セットに収められた本作のBlu-ray Disc版が単体でリリースされた。

## 収録曲
- #1-#3、#11-#14…1998年10月17日・大阪ドーム公演より
#4-#10…1998年10月21日・国立代々木競技場 第一体育館公演より

1. 浸食 〜lose control〜
2. birth!
3. forbidden lover
4. fate
5. LORELEY
6. 花葬
7. 虹
8. Promised land
9. milky way
10. HONEY
11. Shout at the Devil
12. snow drop
13. DIVE TO BLUE
14. あなた
サポートメンバーとして以下が参加。
金原千恵子ストリングス、神戸大学交響楽団、甲南大学文化会交響楽団、甲南女子大学管弦楽団、京都大学交響楽団、奈良女子大学管弦楽団、大阪大学交響楽団、大阪外国語大学管弦楽団（ストリングス）、村山達哉（指揮）